# Lemuricomes
Lemuricomes is een geslacht van vlinders van de familie slakrupsvlinders (Limacodidae).

## Soorten
- L. milloti Viette, 1980
- L. niveolineatus Hering, 1957
- L. vadoni Viette, 1965
- L. xerophyta Viette, 1965